# رشيد
رشيد، مدينة مصرية تُلقب بـ بلد المليون نخلة، تقع في أقصى شمال مصر، وتتبع محافظة البحيرة إدارياً، والمدينة عاصمة مركز رشيد. تبلغ مساحتها 2.5 كم²، بلغ عدد سكانها 72,491 نسمة عام 2006. تقع رشيد على رأس فرع رشيد أحد فرعي نهر النيل والذي سُمّي باسمها. تبعد عن مدينة القاهرة مسافة 263 كيلومتراً جهة الشمال.
تعتبر مدينة رشيد المدينة الأولى بعد القاهرة التي ما زالت تحتفظ نسبياً في بعض أجزائها بطابعها المعماري، وذلك بما تحتويه من آثار إسلامية قائمة ترجع إلى العصر العثماني، والتي تتنوع ما بين آثار مدنية ودينية وحربية ومنشآت خدمة اجتماعية.

## جغرافيا

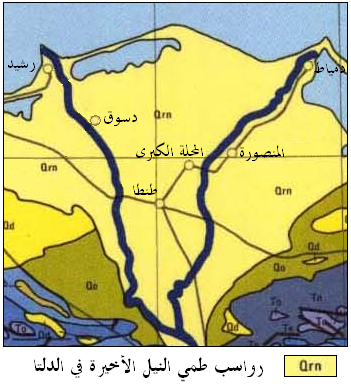
خريطة جيولوجية للدلتا تبيّن موقع رشيد على أرض مكونة من طمي النيل.

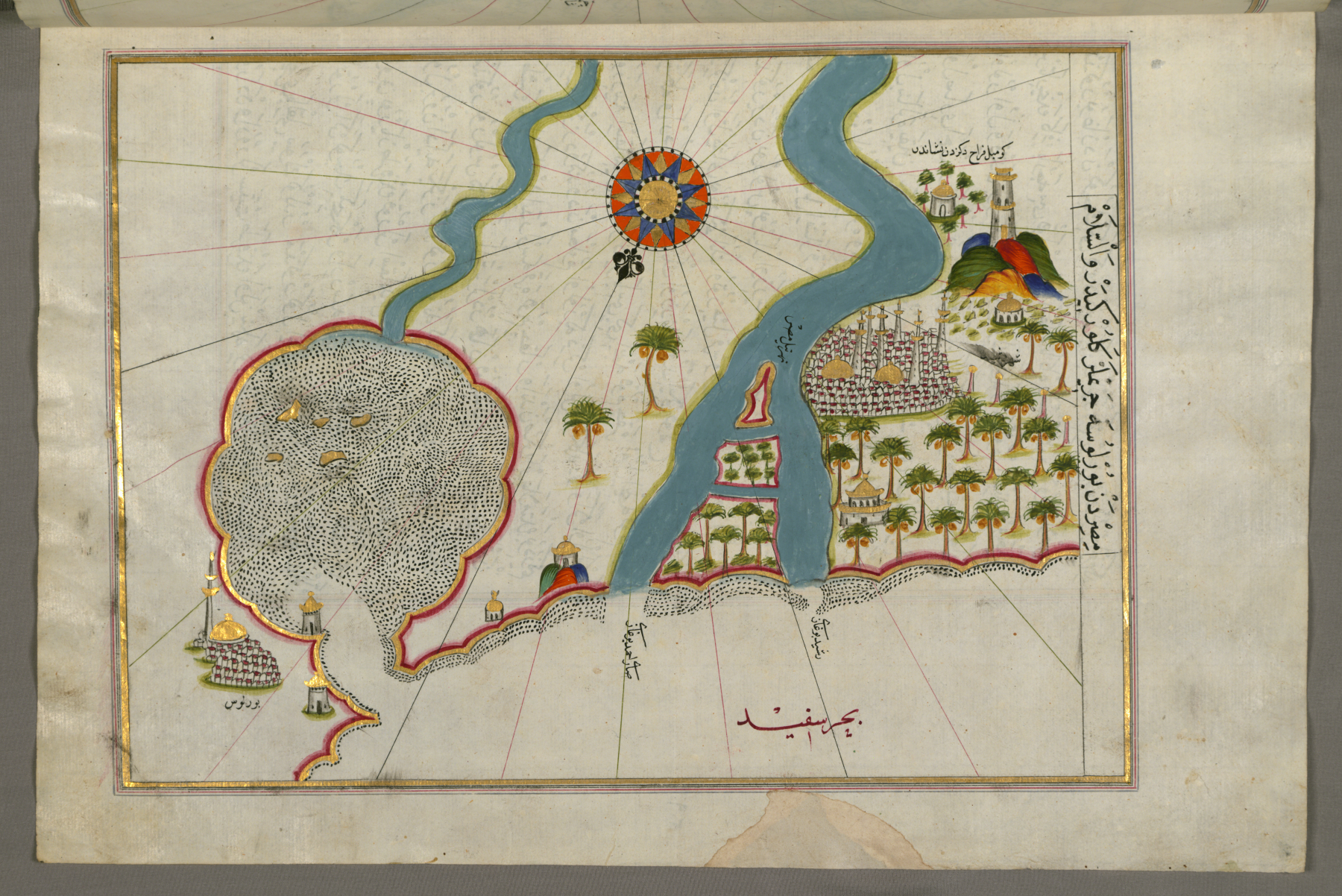
خريطة رسمها الجغرافي العثماني بيري ريس لمدينتي رشيد وبرج البرلس، ويُلاحظ أنه في نهاية مصب رشيد جزيرة وهي الجزيرة الخضراء الحالية والتي التحمت باليابس.

تقع مدينة رشيد على الضفة الغربية من فرع رشيد، يحدها من الشمال البحر الأبيض المتوسط ومن الشرق فرع نهر النيل الذي يحمل اسم المدينة، ومن الغرب خليج أبو قير، ومن الجنوب تل أبو مندور وكثبان رملية. وهي كذلك تبعد 60 كيلومتراً شرق مدينة الإسكندرية، و 55 كيلومتراً شمال دمنهور.
على مر العصور أدى توغل مجرى نهر النيل داخل مياه البحر المتوسط وتراكم طبقات الطمي المترسب على الشاطئين إلى إطالة الفتحات أو المصبات، حتى أن بعض المواقع على الشاطئ كانت فيما مضى أكثر تقدماً وإن كانت اليوم أكثر تراجعاً. وقد ظل النهر بطميه في البحر منذ آلاف السنين مكوناً لسان مصب فرع رشيد الذي أخذ في الامتداد لمسافات وصلت أقصاها حتى نهاية القرن التاسع عشر، ومنذ بداية القرن العشرين بدأ خط الشاطئ في التراجع لتناقص كميات الرواسب الواصلة للمصب من طمي وخلافه، وذلك كانت نتيجة حتمية لإقامة منشآت تتحكم في مياه النهر كالقناطر على طول النيل وسد أسوان جنوباً، كذلك كانت نتيجة للتوسع في استخدام المياه في الزراعة. وبعد إنشاء السد العالي عام 1965 -قبل افتتاحه- انقطت الترسيبات تماماً، وزاد معدل نحر الشاطئ عن 150 متراً في السنة.
وبالدراسات منذ عام 1800 حتى عام 1926، نما لسان رشيد داخل البحر بمعدل 40 متراً في العام، أي في خلال 126 عاماً أضيفت إلى مساحة اليابسة 5 كيلومترات. ومن بعد هذا التاريخ بدأت متغيرات تتطرأ على خط الشاطئ بسبب عوامل قوى الرياح والأمواج والتيارات البحرية والمد والجزر والترسيب. فعوامل الترسيب أنهت وجود الجزيرة الخضراء التي كانت موجودة عند مدخل المصب والتي وصفها العديد من الرحالة، فالتحمت بالضفة الشرقية عام 1800 وأصبح اللسان ممتداً كشبه جزيرة داخل البحر وأكثر عرضة للتآكل والغمر بمعدلات تراوحت بين 30 و 50 متراً في العام، وبعد بناء السد العالي تسارع هذا المعدل. وبالرجوع إلى خرائط الشاطئ منذ عام 1870 حتى عام 1923 سيظهر أن أن الشاطئ كان يبعد 2355 متراً شمال طابية رشيد، وفي عام 1940 أصبح الشاطئ على بعد 1600 متراً من الطابية، وفي عام 1976 أصبح الشاطئ عند موقع الطابية ذاته وتهدم جزء منهار وفي عام 1980 دخل البحر بعد موقع الفنار وانهار عدد كبير من شاليهات المصيف، وفي نهاية عام 1984 أنهى البحر على كل ما تبقى من المصيف، ولكن التآكل لم يمس الأراضي الزراعية البعيدة أو المساكن لأنها بعيدة عن البحر نسبياً، وبحسب معهد بحوث الأراضي والمياه والبيئة التابع لوزارة الزراعة المصرية؛ فإن معدل التآكل عند مصب النيل بمدينة رشيد قد بلغ ذروته مقارنة بسائر الشواطئ المصرية حيث يتآكل منه سنوياً 60 فداناً، وقد بلغت المساحات المتآكلة من المنطقة ذاتها 733 فداناً منذ عام 1987 حتى عام 2000. ونتيجة لذلك أنشئ حائط رشيد عام 1990 لحمايتها بطول 5 كيلومترات.
وعموماً فإن لسان رشيد قد تعرض للتآكل بفعل عمليات النحر الشاطئية، كما تهالك الحزام الرملي الذي يفصل البحر عن الجزيرة الخضراء شمال مدينة رشيد وبرج مغيزل الواقعة على الضفة الأخرى والتابعة لمركز مطوبس، حيث ندرت الكثبان الرملية العازلة وفقدت تماسكها وانخفض منسوبها إلى أقل من 2 متر فوق منسوب سطح البحر، واتسعت الثغرات البينية التي لا يتجاوز منسوبها منسوب سطح البحر بين الكثبان، وأصبحت تشكل ممرات واسعة بين البحر والبرك الشمالية (الغليون والوسطانية والشقاقي والميتة)؛ الأمر الذي يعرض المنطقة الساحلية بين البحر شمالاً والجزيرة الخضراء وبرج مغيزل جنوباً والتي تمتد طولياً بموازاة الساحل بنحو 5.5 كم؛ وعرضياً بما يتراوح بين 1.25 كم و1.5 كم للاجتياح الكامل في حال زاد منسوب البحر بمقدار متر. وسوف يؤدي ذلك إلى تقهقر مصب فرع رشيد إلى قرية برج مغيزل، بالإضافة إلى زيادة ملوحة المياه الجوفية جنوب اللسان.

### المناخ
تقع مدينة رشيد في نطاق إقليم مناخ البحر المتوسط. ولعدة عوامل تختص بها مدينة رشيد؛ كموقعها القريب من البحر المتوسط ووجود تكوينات رملية وكذلك نهر النيل - فرع رشيد، يؤدي كل ذلك إلى مزيد من تأثير نسيم اليابس والماء وما يترتب عليه من الاختلافات في الحرارة اليومية. وللموقع تأثير كذلك في المدى الحراري اليومي والفصلي والسنوي؛ فالمدى الحراري السنوي في المدينة 7 درجات مئوية. كذلك تسود الرياح الشمالية والشمالية الغربية والشمالية الشرقية في المنطقة التي تقع بها المدينة، أما الرياح الجنوبية فتمثل نسبة بسيطة بالنسبة لتكرار هبوب الرياح. وبشكل عام تزداد الرطوبة النسبية في شهر يوليو وأقلها في شهري مارس وسبتمبر. والأمطار فصلية في الشتاء كما هو الحال العام في كامل ربوع مصر.
| البيانات المناخية لـمدينة رشيد    | البيانات المناخية لـمدينة رشيد | البيانات المناخية لـمدينة رشيد | البيانات المناخية لـمدينة رشيد | البيانات المناخية لـمدينة رشيد | البيانات المناخية لـمدينة رشيد | البيانات المناخية لـمدينة رشيد | البيانات المناخية لـمدينة رشيد | البيانات المناخية لـمدينة رشيد | البيانات المناخية لـمدينة رشيد | البيانات المناخية لـمدينة رشيد | البيانات المناخية لـمدينة رشيد | البيانات المناخية لـمدينة رشيد | البيانات المناخية لـمدينة رشيد |
| الشهر                             | يناير                          | فبراير                         | مارس                           | أبريل                          | مايو                           | يونيو                          | يوليو                          | أغسطس                          | سبتمبر                         | أكتوبر                         | نوفمبر                         | ديسمبر                         | المعدل السنوي                  |
| --------------------------------- | ------------------------------ | ------------------------------ | ------------------------------ | ------------------------------ | ------------------------------ | ------------------------------ | ------------------------------ | ------------------------------ | ------------------------------ | ------------------------------ | ------------------------------ | ------------------------------ | ------------------------------ |
| متوسط درجة الحرارة الكبرى °م (°ف) | 18.8 (65.8)                    | 18.9 (66.0)                    | 20.9 (69.6)                    | 24 (75)                        | 27.2 (81.0)                    | 29.3 (84.7)                    | 30.7 (87.3)                    | 31.5 (88.7)                    | 30.5 (86.9)                    | 28.8 (83.8)                    | 25 (77)                        | 20.8 (69.4)                    | 25.5 (77.9)                    |
| المتوسط اليومي °م (°ف)            | 14.5 (58.1)                    | 14.4 (57.9)                    | 16 (61)                        | 18.6 (65.5)                    | 21.8 (71.2)                    | 24.4 (75.9)                    | 26.2 (79.2)                    | 26.9 (80.4)                    | 25.9 (78.6)                    | 23.9 (75.0)                    | 20.3 (68.5)                    | 16.4 (61.5)                    | 20.8 (69.4)                    |
| متوسط درجة الحرارة الصغرى °م (°ف) | 10.2 (50.4)                    | 10 (50)                        | 11.2 (52.2)                    | 13.2 (55.8)                    | 16.4 (61.5)                    | 19.5 (67.1)                    | 21.7 (71.1)                    | 22.4 (72.3)                    | 21.3 (70.3)                    | 19 (66)                        | 15.7 (60.3)                    | 12 (54)                        | 16.1 (60.9)                    |
| الهطول مم (إنش)                   | 50 (2.0)                       | 26 (1.0)                       | 13 (0.5)                       | 4 (0.2)                        | 3 (0.1)                        | 0 (0)                          | 0 (0)                          | 0 (0)                          | 0 (0)                          | 9 (0.4)                        | 25 (1.0)                       | 51 (2.0)                       | 181 (7.2)                      |
| المصدر: climate-data.org          |                                |                                |                                |                                |                                |                                |                                |                                |                                |                                |                                |                                |                                |

## تاريخ
| أرشـيدٌ وأنـت جِنَّة خُلْدِ لوأتـاح الإلـهُ في الأرضِ خُـلداحين سَمّوْكِ وردة زُهِي الحســنُ وودّ الخدودُ لو كنّ وَرْداتوّجتْ رأسَكِ الرمالُ بتبرٍ وجــرَى النيلُ تحت رِجْليْك شهداوأحـاطت بـكِ الخـمـائلُ زُهْراًكـلُّ قَـدٍّ فـيـهـا يـعـانـقُ قَـدّاوالنخيلُ النخيلُ أرخت شعوراًمُرسَلاَتٍ ومدَّت الظلَّ مدّاكالعذارَى يدنو بها الشـوقُ قُرْبًا ثم تنأَى مخـافة اللّومِ بُعْدَا |
| —علي الجارم |

رشيد هي من مدن الثغور المصرية القديمة، وردت في جغرافية استرابون باسم بولبيتين، وأنها واقعة على مصب فرع بولبيتين. وذكرها أميلينو في جغرافيته فقال إن اسمها القبطي رخيت، ومنها اسمها العربي الحالي رشيد، واسمها اللاتيني روزيتا أي الوردة الصغيرة أو الجميلة، ويُقال أن رشيد كانت واقعة شمال موقعها الحالي الذي نقلت إليه سنة 256 هـ. وذكرها ابن حوقل وقال انها مدينة على النيل، قريبة من البحر المالح من فوهة تعرف بالأشتوم؛ وهي المدخل من البحر، والمقصود بذلك مصب فرع رشيد، وبها أسواق صالحة وحمامات ونخل كثير وارتفاع (إيراد) واسع. كذلك وردت في نزهة المشتاق وذُكرت بأنها مدينة متحضرة بها سوق وتجار وفعلة، ولها مزارع وغلات وحنطة وشعير، وبها بقول حسنة كثيرة، وبها نخيل كثير وأنواع من الفواكه الرطبة، وبها من الحيتان وضروب السمك من البحر المالح والسمك النيلي كثير.
على الرغم من تشابه رشيد ودمياط في موقعهما الجغرافي والإداري على مر العصور وباعتبارهما من الثغور الهامة، إلا أن رشيد لم تقم بدور واضح مؤثر مقارن بدور دمياط في بدايات الحكم العربي الإسلامي، خصوصاً لقرب رشيد من موقع الإسكندرية وهي الثغر الأول في مصر ومؤثرة بدرجة أولى على رشيد ومكانتها. كذلك الظهير الزراعي لرشيد محدود للغاية، وانتشار التكوينات الرملية غرب المدينة وزحفها على العمران له أثره الأكبر على المدينة وزمامها الزراعي؛ مما أدى إلى هجر رشيد عدة مرات من قِبل سكانها ولجوئهم إلى فوّه الواقعة جنوبها. بجانب أن لمصب رشيد عيوباً ملاحية لأن الرمال المتسربة كانت تغلقه بفعل الأمواج على شكل حواجز رملية، كما أن تيار النهر المتدفق في التقائه مع البحر يخلق مناطق ثائرة يصعب اجتيازها.
على إثر تأسيس الدولة الفاطمية سنة 969، وتأسيس مدينة القاهرة كعاصمة جديدة للبلاد، نشطت التجارة الخارجية التي لم تعد مقصورة على الإسكندرية فقط؛ بل شاركت فيها كلا من رشيد ودمياط، خاصةً في بدايات الدولة الفاطمية مما جعل العمران يدب من جديد في رشيد وما حولها. وقد ظلت رشيد قاعدة لعمل رشيد على إثر إعادة أراكة الأراضي المصرية أواخر القرن الحادي عشر، حيث حلّت الأعمال الصغرى محل الكبرى. وذكرها ياقوت الحموي بقوله:
| رشيد | رشيد بفتح أوله وكسر ثانيه بلفظ الرشيد ضد الغوي؛ بليدة على ساحل البحر والنيل قرب الإسكندرية | رشيد |

في عصر الدولة الأيوبية شهدت الإسكندرية المجاورة نشاطاً تجارياً واسعاً نتيجة للامتيازات التي منحها الأيوبيون لتجار المدن الإيطالية، وكان من قبل أعيد تطهير خليج الإسكندرية عام 1013 في العصر الفاطمي بأمر من الحاكم بأمر الله، مما ساهم في ربط الإسكندرية بمدينة فوّه جنوب رشيد والمطلة على النيل، ومنها إلى القاهرة وباقي مدن مصر، وذلك أدى لازدهار نشاط فوّه التجاري مما أثر على حركة التجارة برشيد، حتى أنه في عصر المماليك أصبحت فوّه قاعدة عمل فوّه والمزاحمتين وذلك على حساب رشيد التي فقدت مكانتها كعاصمة إقليمية وأصبحت مدينة تابعة لعمل النستراوية.
بعد تخريب دمياط بعد رحيل حملة لويس التاسع عن المدينة عام 1250 تحسباً لرجوع الصلبيين إليها مرة ثانية، قام الظاهر بيبرس ببنائها من جديد؛ ولكن نظراً لضخامة تكاليف حمايتها بأسوار وقلعة منيعة  فقام بالنظر ناحية رشيد وبنى بها حصن عام 1262 لمراقبة أي غزو قادم محتمل. وفي عهد الناصر محمد بن قلاوون اُعيد حفر خليج الإسكندرية فازدهرت الحركة التجارية أكثر بالإسكندرية وفوّه لدرجة أن أصبحت فوّه أهم مدن مصر التجارية بعد القاهرة، مما أثر أكثر سلباً على مكانة رشيد، لدرجة لاحظ أبو الفداء في القرن الثالث عشر أن رشيد أصغر من فوّه، كما قدّم ابن دقماق صورة شاملة عن رشيد بقوله:
| رشيد | ... وهذه البلدة كثيرة الرمال والنخيل وأهلها قليلون، وعامتهم صيادون في السمك والطير وأهل هذه البلدة كلهم مرابطون. | رشيد |

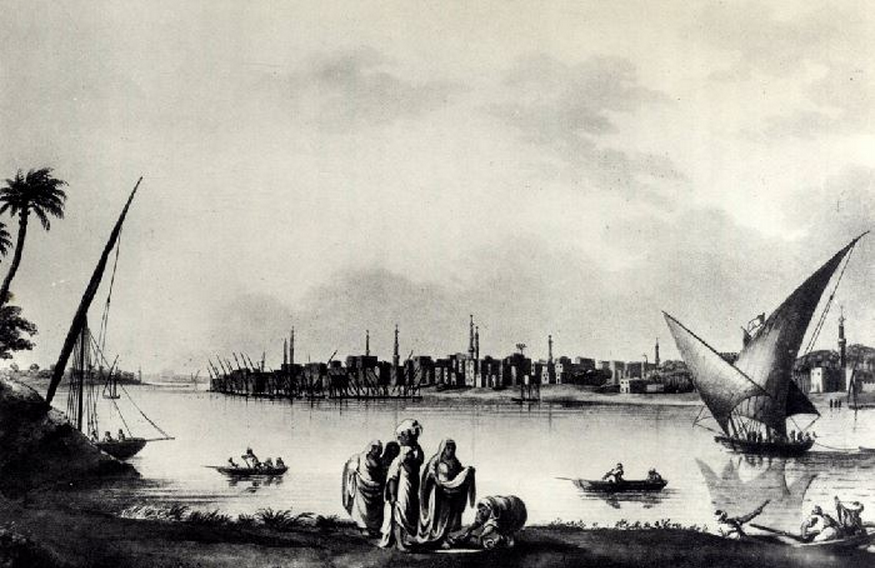
مدينة رشيد في القرن التاسع عشر.

ساهمت رشيد في إقلاع الحملات البحرية للسلطان بربساي لغزو جزيرة قبرص وإخضاعها للسيطرة المصرية عام 1426. وقد عانت رشيد كذلك من هجمات مراكب فرسان الاسبتارية بجزيرة رودس في عهد السلطات جقمق، فقد هاجمت 4 سفن المدينة واستولت على بعض الأبقار وحوائج الناس عام 1439. وفي سنة 1451 أرسل السلطان جقمق حامية كبيرة لحماية ثغر رشيد؛ وأخذ يعززها في الأعوام التالية. ثم جاء السلطات قايتباي وجدد برجا رشيد عام 1479 وجدد القلعة والتي سميت باسمه حتى الآن وبنى سوراً لحماية لبمدينة من الغارات. وعموماً كان لرشيد دوراً دفاعياً دون دوراً تجارياً له أهمية تذكر.
في العصر العثماني أهملت الدولة أمر خليج الإسكندرية فانعزلت الإسكندرية مائياً عن باقي مدن مصر، مما أدى لتدهور فوه وبطل رسو السفن بالكُليّة عندها، وبالتالي أصبحت رشيد محط أنظار لموقها الجغرافي على مصب فرع رشيد والتي يسهل منه القدوم بالسفن من البحر المتوسط إليها ثم إلى فوه ودسوق ثم إلى القاهرة وباقي مدن مصر.، لدرجة أصبحت رشيد أقرب الموانئ الكبيرة قرباً إلى القسطنطينية عاصمة الدولة العثمانية، وبذلك عرفت عصرها الاقتصادي الذهبي حتى بلغت سنة 1777 أعظم درجة واتساعاً، كذلك عظم شأن دمياط بسرعة مرة أخرى بجانب رشيد على حساب الإسكندرية. وعند مجيء الحملة الفرنسية بقيادة نابليون بونابرت عام 1798 كانت دمياط المدينة الثانية بعد القاهرة من حيث عدد السكان، وجاءت المحلة الكبرى في المرتبة الثالثة تليها رشيد (15,000 نسمة) ثم الإسكندرية.

### التاريخ الإداري
مدينة رشيد كانت عاصمة لمحافظة من محافظات مصر القديمة تحمل نفس الاسم، وفي 21 ديسمبر عام 1895 ألغيت محافظة رشيد، وضمت لمديرية البحيرة وأصبحت قاعدة لمركز رشيد اعتباراً من أول يناير 1896.

## السكان
مدينة رشيد ذات تعداد سكاني منخفض نسبياً، فقد بلغ عدد سكانها 72,491 نسمة حسب الإحصاء الرسمي لعام 2006، منهم 36,604 ذكر و35,887 أنثى.
| السنة      | 1986   | 1996   | 2006   |
| ---------- | ------ | ------ | ------ |
| عدد السكان | 51,789 | 58,432 | 72,491 |

## رشيد الجديدة
مدينة اُعلن عن إنشائها من قِبل الحكومة المصرية بداية عام 2019، وحدد موقعها على شاطئ البحر الأبيض المتوسط بمساحة 3100 فدان  بجوار رشيد التابعة لمحافظة البحيرة بمصر وتخضع ولايتها لهيئة المجتمعات العمرانية الجديدة التابعة وزارة الإسكان و المرافق والمجتمعات العمرانية
يقام مشروع بشاير الخير 4 في مدينة رشيد الجديدة على مساحة 30 فدان، وتستهدف المرحلة الثالثة إنشاء وعدد البلوكات 100 بلوك، بإجمالى 33 عمارة سكينية، تشمل 4629 وحدة سكنية. كما تشمل المرحلة إقامة مستشفى ومسطحات تجارية ونادي رياضي ومدرسة للتعليم الأساسي.

## معرض الصور

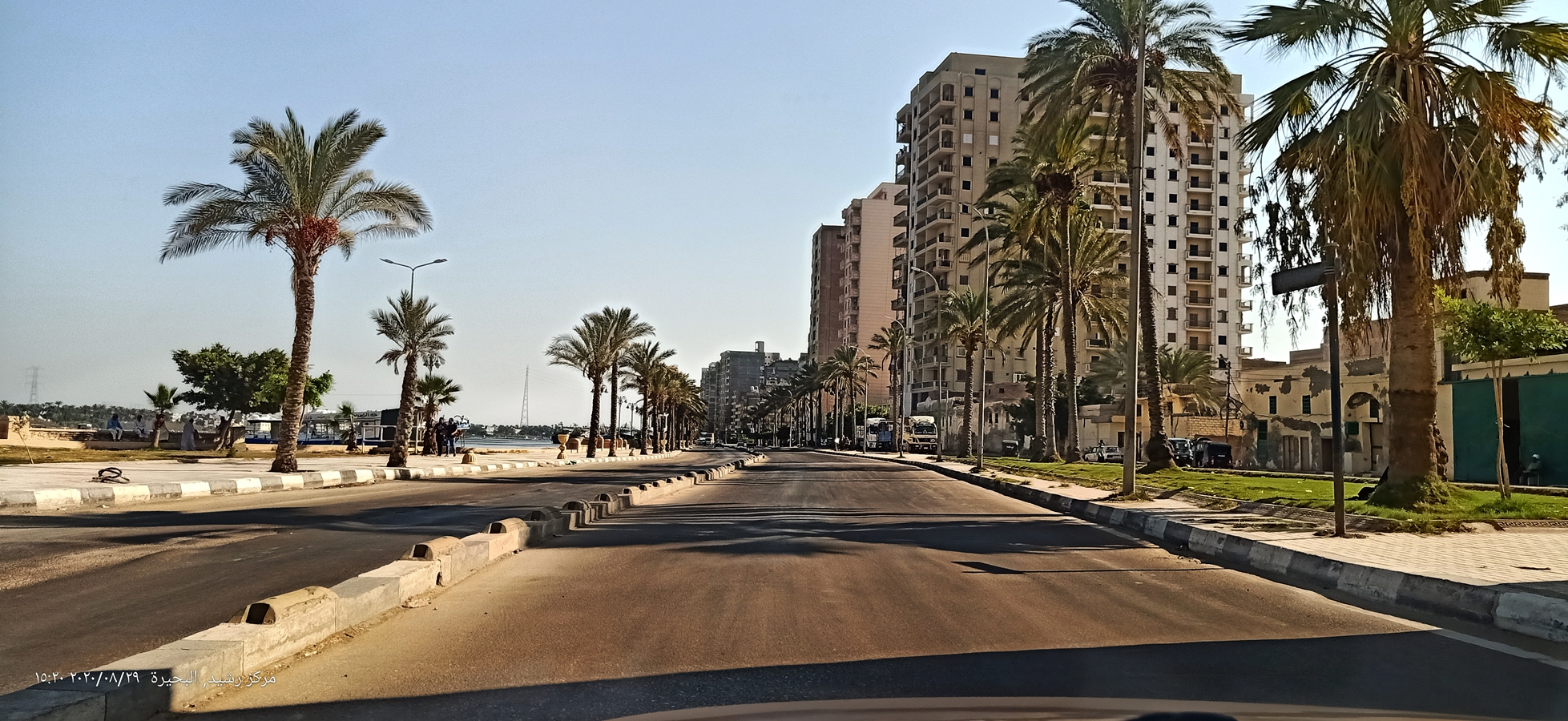
كورنيش رشيد.
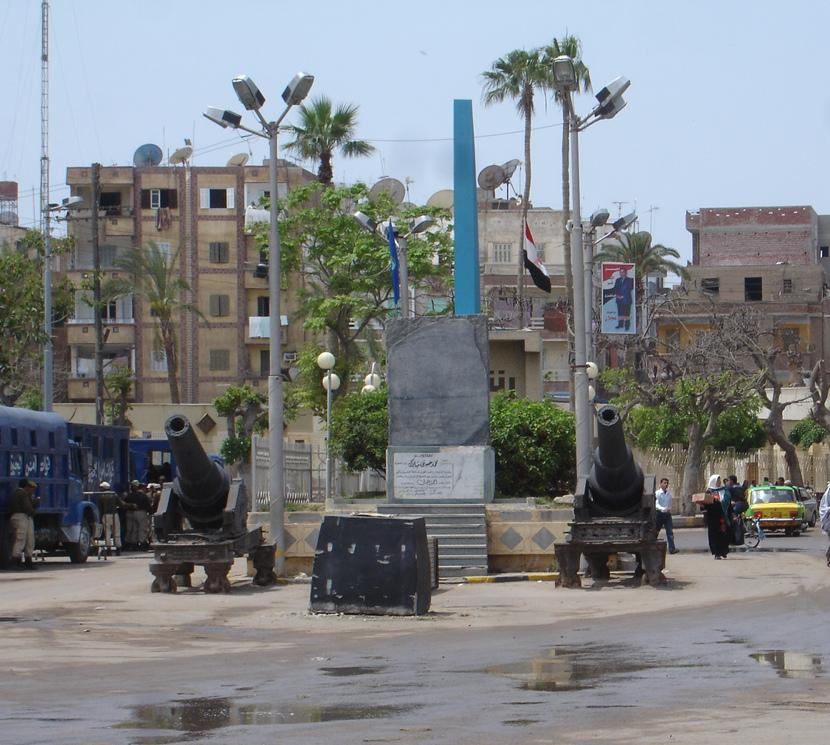
ميدان الحرية.
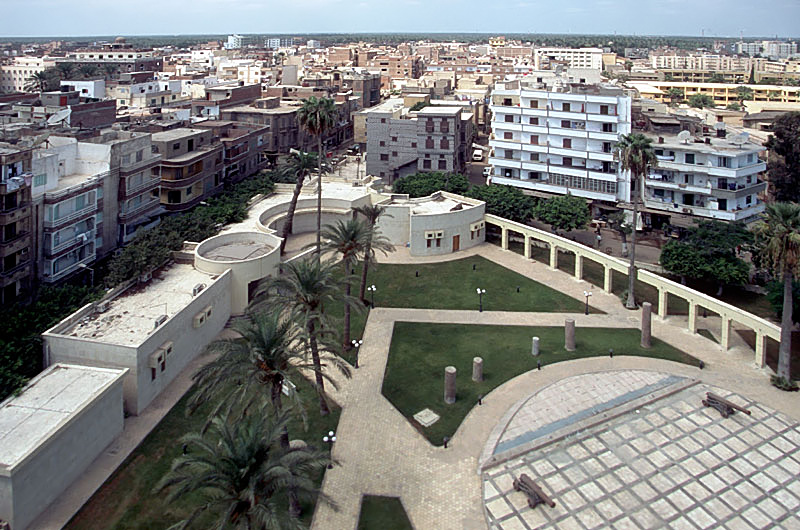
منظر عام لشمال رشيد.
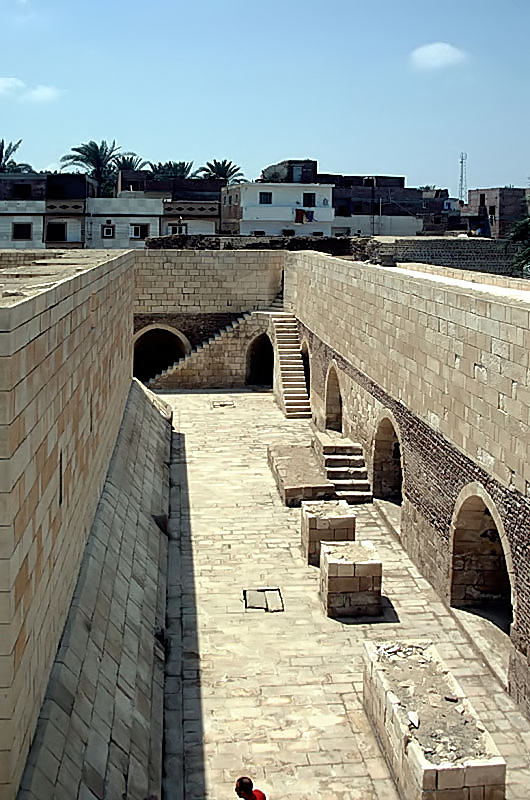
قلعة قايتباي من الداخل.
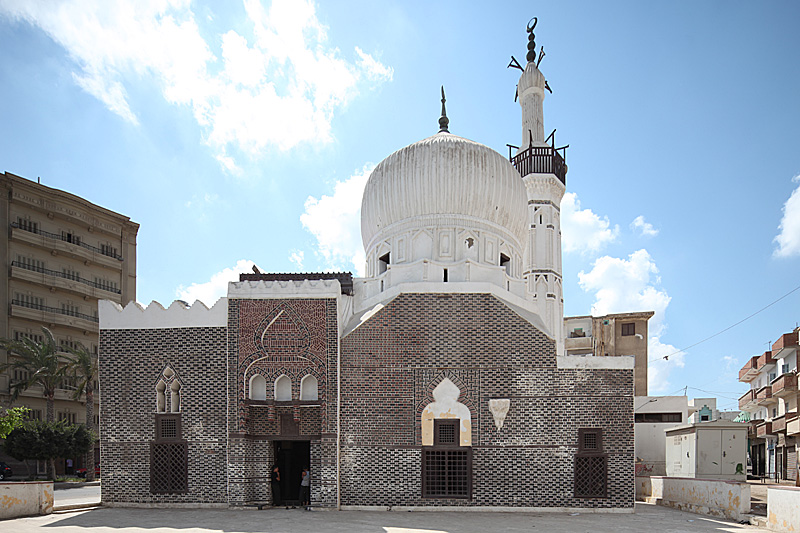
مسجد العباسي.
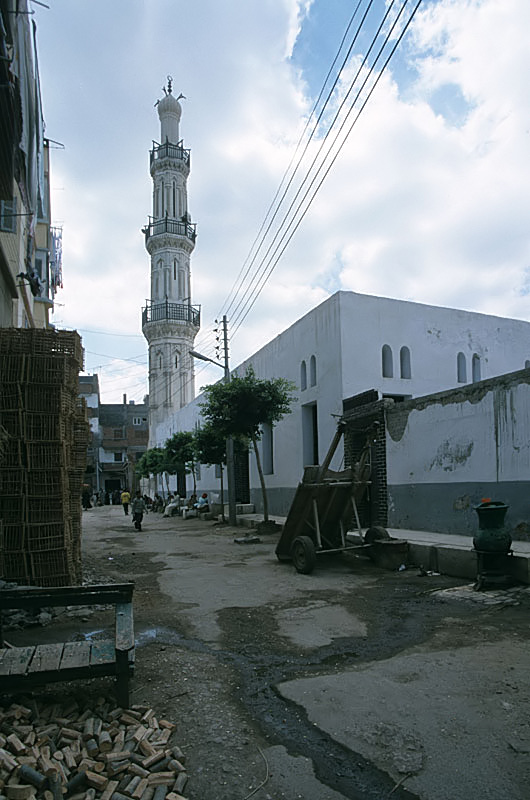
مسجد زغلول.
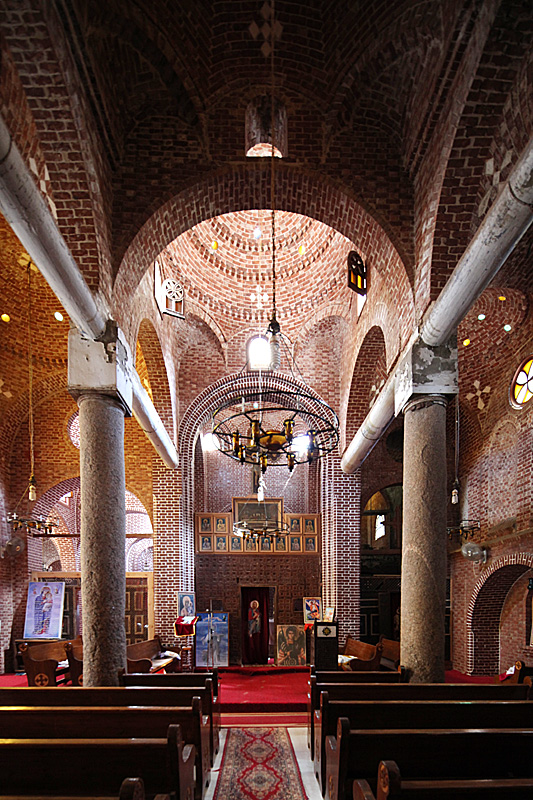
كنيسة القديس مرقس.
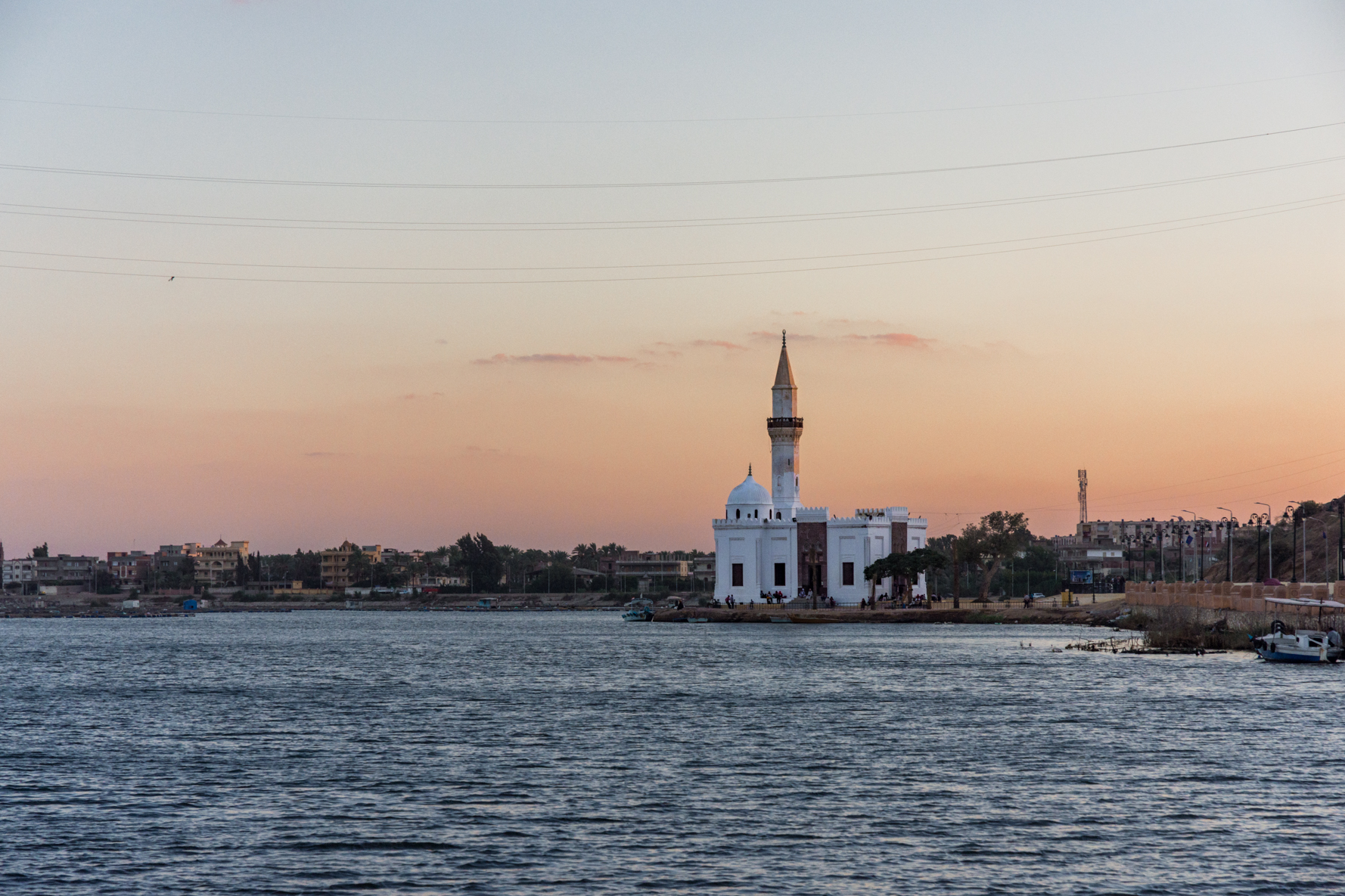
مسجد أبو مندور
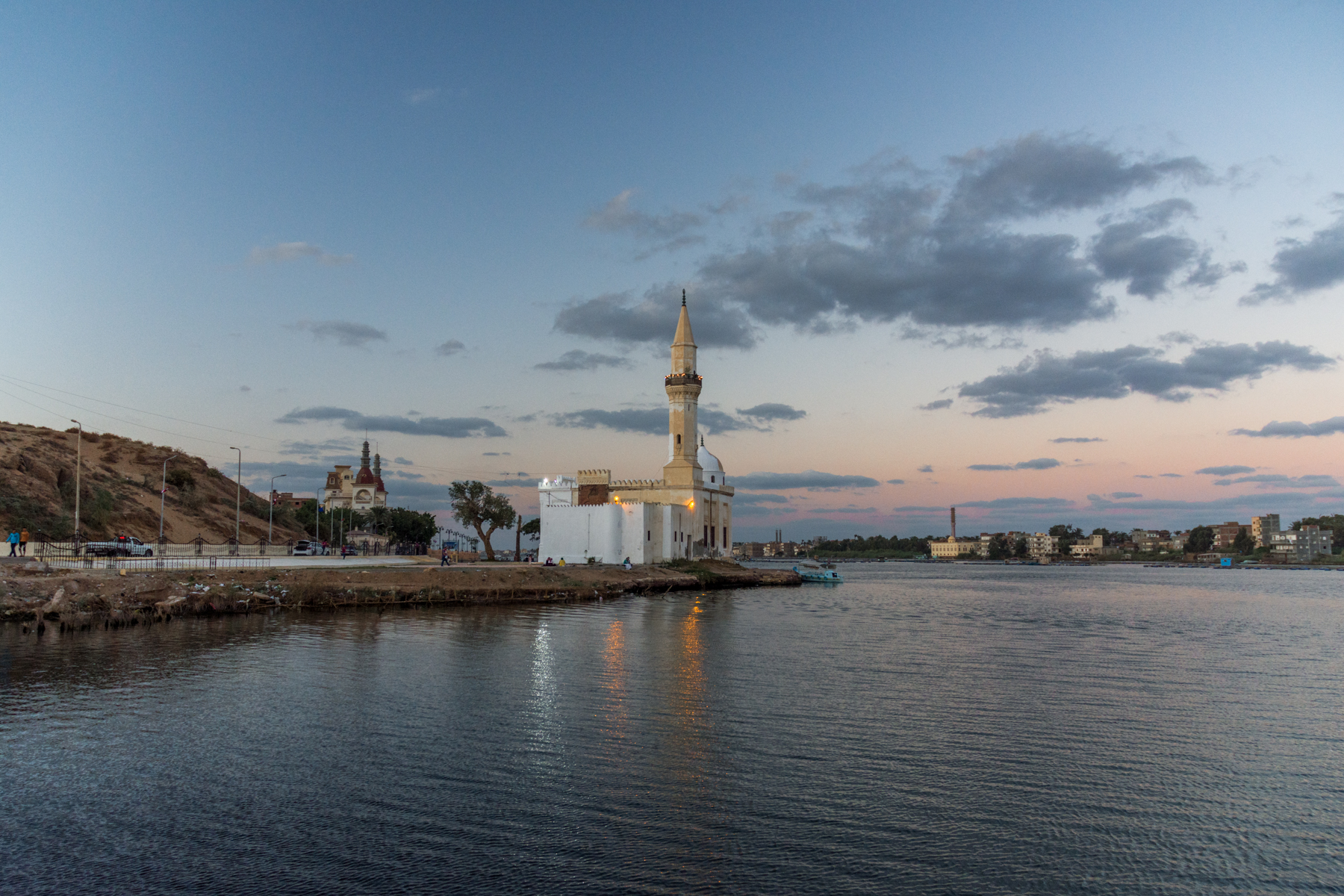
كورنيش رشيد.
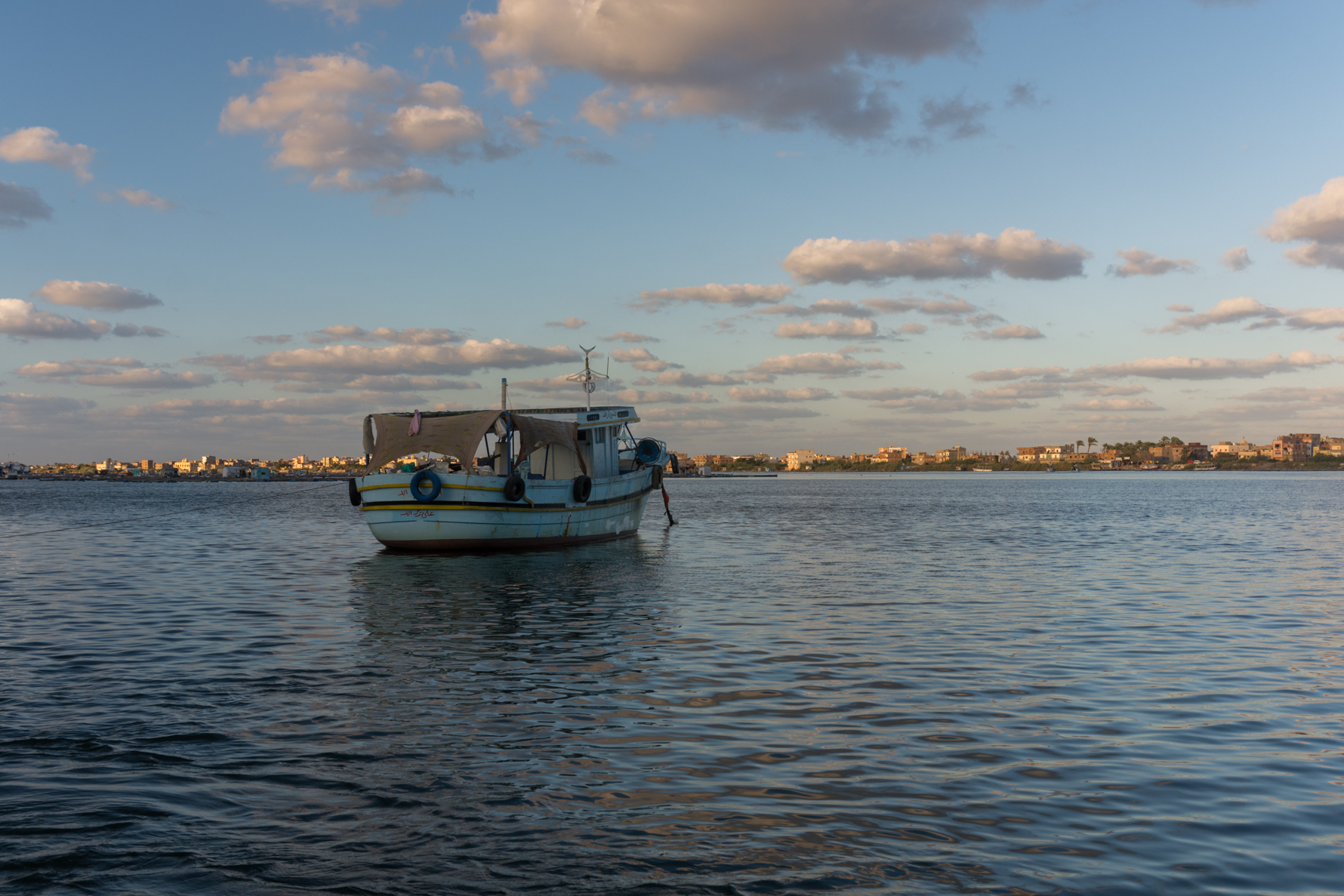
مركب في نيل رشيد.